# 라이언의 딸
라이언의 딸(Ryan's Daughter)은 영국에서 제작된 데이비드 린 감독의 1970년 드라마, 멜로/로맨스 영화이다. 로버트 미첨 등이 주연으로 출연하였고 안소니 하베록 알랜 등이 제작에 참여하였다. 이 영화의 배경은 1917년 8월~1918년 1월 사이이다. 귀스타브 플로베르의 1857년 소설 보바리 부인의 줄거리를 다시 이야기하고 있다.
1970년에 8번째로 수익이 높은 영화였으며, 아카데미상 4곳에 후보로 올라서 두 부문에서 수상했다.

## 출연

### 주연
- 로버트 미첨
- 사라 마일즈
- 트레버 하워드
- 크리스토퍼 존스
- 존 밀스
- 레오 맥켄

### 조연
- 배리 포스터
- 마리 킨
- 이빈 크로리
- 아더 오설리반
- 필립 오플린
- 제라르드 심

## 제작진
- 제작팀장: 로이 스티븐스
- 미술: 스티븐 B. 그림스
- 의상: 조셀린 릭카즈